# René Navarre (industriel)
 (mars 2015).
Si vous disposez d'ouvrages ou d'articles de référence ou si vous connaissez des sites web de qualité traitant du thème abordé ici, merci de compléter l'article en donnant les références utiles à sa vérifiabilité et en les liant à la section « Notes et références ».

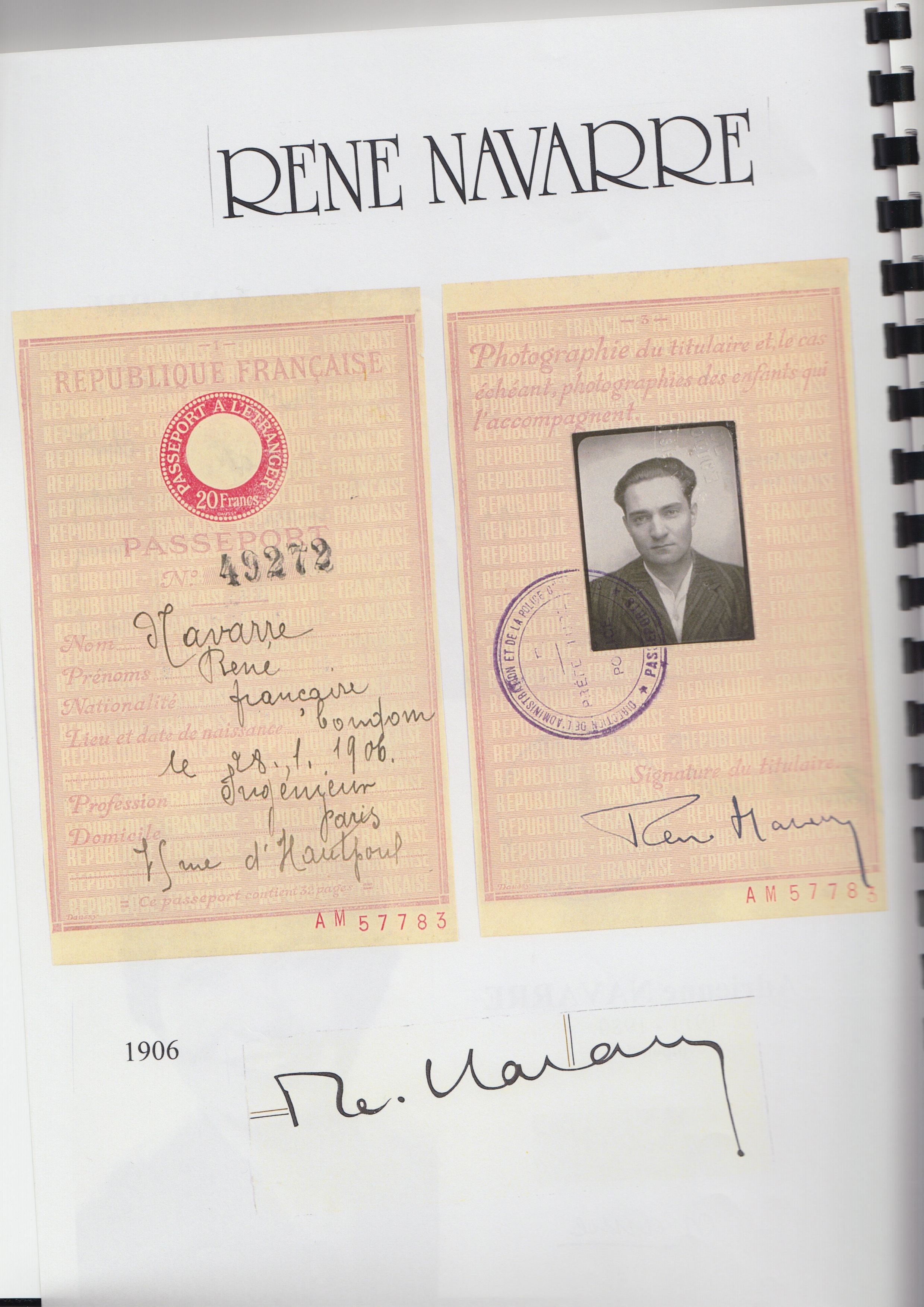
passeport de René Navarre

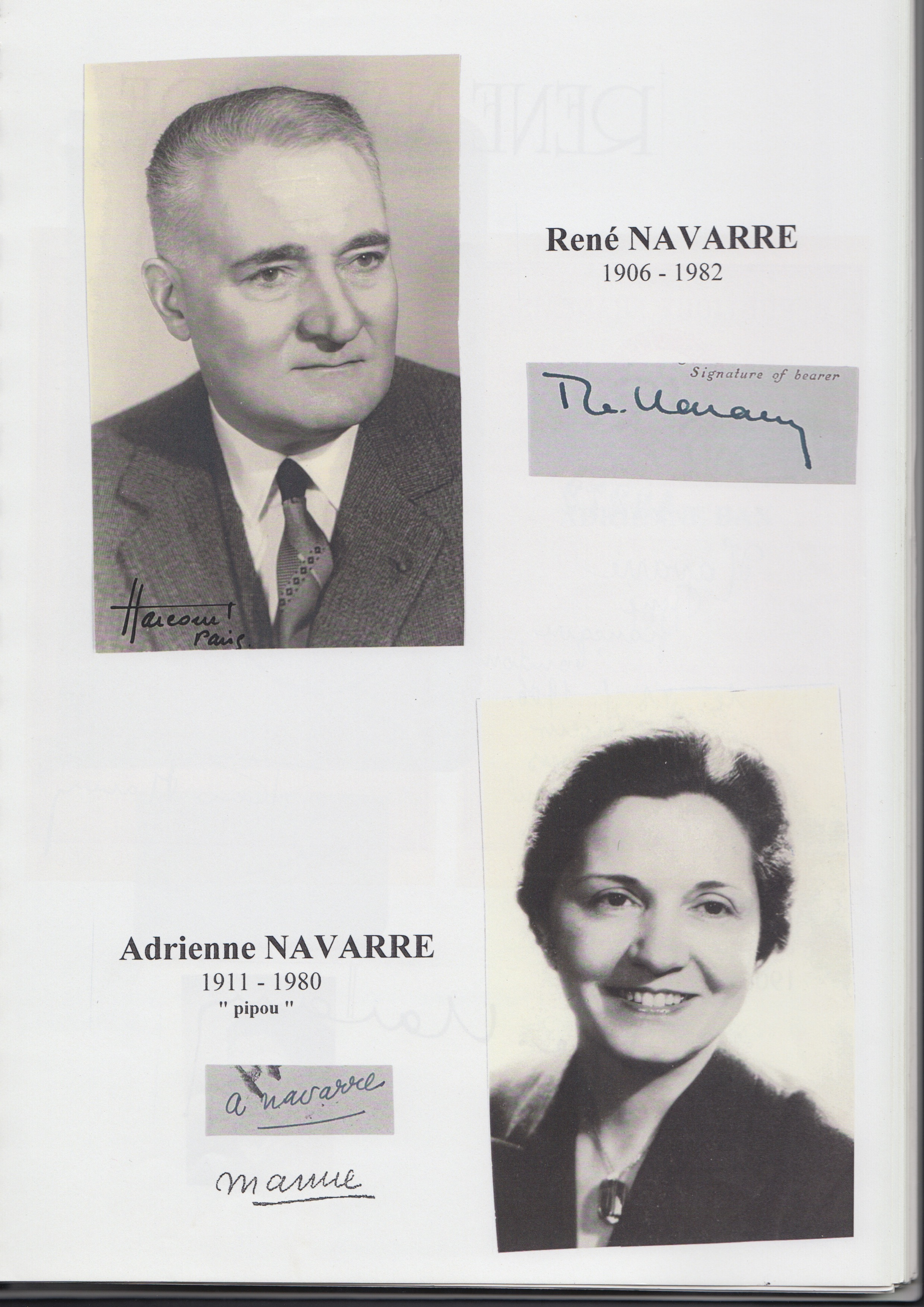
René Navarre et Adrienne bax

René Navarre, né à Condom le 28 janvier 1906 et mort le 26 octobre 1982 à Neuilly-sur-Seine, est un industriel français. 

## Biographie
René Navarre est né en 1906 à Condom dans le Gers. Son père était contrôleur principal des PTT. Il commence ses études au Collège de Condom dont il est l’élève pendant huit ans. Il gardera toujours un profond souvenir de cet établissement d’enseignement et notamment de l’un de ses professeurs M. Izar, ce qui l’amènera en 1958 à prononcer le discours de la distribution des prix de ce collège.
Il poursuit ses études au lycée Georges-Clemenceau de Nantes, puis au lycée Saint-Louis à Paris en 1926. Il est reçu à l’École centrale des arts et manufactures.
À sa sortie de l’École centrale, en 1929, il rentre à l’École nationale supérieure du Pétrole (ENSP), alors installée à Strasbourg. Il aimait rappeler qu’il avait peut-être consacré plus de temps à l’Association pour le développement de la langue française (il n’y avait alors qu’une dizaine d’années que l'Alsace était redevenue française) ou au conservatoire de musique qu’à l’étude du raffinage du pétrole.

### Débuts dans l’industrie
Ingénieur diplômé ENSP, René Navarre, après avoir fait son service militaire, est engagé en 1931 par la Standard franco-américaine de raffinage (devenue peu après Standard Française des Pétroles et maintenant Esso-Saf).
C’est alors la naissance de l’industrie française du raffinage du pétrole, à la suite de la promulgation de la loi du 30 mars 1928 qui déléguait le monopole d’importation du pétrole à des sociétés accréditées par l’État. René Navarre participe à l’élaboration du projet de la raffinerie de Port-Jérôme puis à sa construction, à son démarrage et enfin à son exploitation.
À Port-Jérôme, René Navarre dirige le développement des nouvelles unités d'huiles de graissage ce qui le conduit à présenter au 2e Congrès Mondial du Pétrole qui se tient à Paris en 1937, une communication intitulée Développement et évolution du procédé de fabrication des huiles de graissage par extraction sélective au phénol.

### Mariage
Il épouse Adrienne Bax le 1er août 1932, avec laquelle il aura trois enfants : Francois-Pierre, Jean-Jacques et Yves (qui sera l'auteur du Jardin d’acclimatation, prix Goncourt 1980).

### Seconde Guerre Mondiale
Lorsqu'arrive la Seconde Guerre mondiale, ingénieur, chef du département de fabrication, René Navarre est affecté spécial à la raffinerie dont il devra assurer la destruction en juin 1940. La pénurie pétrolière le conduit alors à mettre sa compétence à profit pour résoudre les problèmes liés à la production, la distribution et la régénération des huiles de graissage. À ce titre, il dirige le Comité de coordination des lubrifiants qui permettra de sauvegarder le personnel et le matériel de ce secteur d’activité jusqu’à la fin de l’Occupation.
Les nombreuses activités que René Navarre avait eues dans le domaine des lubrifiants lui donnèrent l’idée de créer un Institut Français du Pétrole, des Carburants et lubrifiants dont la création a lieu le 13 juin 1944 par décision du Comité d’organisation des carburants et lubrifiants de remplacement : l’IFP est un établissement professionnel à qui sont confiées trois missions qui sont toujours les siennes : Recherche-Formation-Documentation.
Le 24 juin 1944, la Société d’Encouragement pour l’industrie nationale décerne à René Navarre sa médaille d’or et il est nommé Président de l’Association Française des Techniciens du Pétrole.

### Directeur Général de l’IFP
Par arrêté ministériel du 10 octobre 1950, René Navarre est nommé Directeur Général de l’IFP à compter du 1er novembre 1950 en remplacement de Léon Jacqué. À la lettre par laquelle le Directeur des Carburants, Pierre Guillaumat, lui fait part de cette nomination, René Navarre répond : « Ce n’est pas un poste que j'accepte mais une tâche dont je me charge ».
À l'issue du congrès où René Navarre a eu l'occasion de prendre la parole lors du banquet officiel du 13 mai 1951 (discours au dames) et lors de la séance de clôture, il est nommé membre du Conseil Permanent des Congrès Mondiaux du Pétrole. Mais cette manifestation internationale n'a pas arrêté la vie de l'IFP où, à Rueil, sont mises en chantier la surélévation de la Roseraie et la station d'essais de lubrifiants.

### Président Directeur général de l’IFP
Au cours de sa séance du mois de décembre 1954, le Conseil d'Administration désigne René Navarre comme Président. Peu après, en février 1955, il nomme André Giraud, Directeur technique de l'IFP.

### Vice-président, Fondateur de Cofeco Technip et Président de Procatalyse
Le mois d'avril 1958 voit l'aboutissement d'une dizaine d'années d'efforts de René Navarre pour créer une société française d'ingénierie. Grâce à l'aide efficace d'Eugène Houdry, la Compagnie Française d’études et de Construction Technip est fondée avec une participation de l'IFP de 40 %. J.J. Balland en est le président, René Navarre le vice-président et Jacques Andrault le Directeur général. Le personnel de la nouvelle société comprend au départ 53 personnes venant pour la plupart de la division Engineering de l’IFP. Elle s’installe provisoirement dans les deux étages supérieurs du nouveau bâtiment Hortensias ou les chimistes de l’IFP n’ont pas encore eu le temps de s’installer, mais ils ont eu le temps d’écrire. En effet la Société des Éditions Technip publie un ouvrage collectif rédigé sous la Direction du professeur Jungers Cinétique chimique appliquée.
En cette année 1958, René Navarre reçoit deux distinctions : le 2 février Monseigneur H. Van Waeyenbergh, recteur de l’université Catholique de Louvain, lui décerne le titre de Docteur Honoris Causa et le 25 juillet, le baron Guillaume, ambassadeur de Belgique en France, lui remet les insignes de Chevalier de l’Ordre de Léopold. L’efficacité des liens entre l’IFP et l’Université Catholique de Louvain, initiés par le professeur J C. Jungers, est ainsi officiellement reconnue.

### Président du Conseil Permanent du Congrès Mondial du Pétrole
L’année 1967 est marquée par la consécration de l’action de René Navarre au sein du conseil Permanent du Congrès Mondial du Pétrole. Appelé à présider ce conseil, il a la charge de prononcer le discours d’ouverture du congrès qui se tient à Mexico du 2 au 8 avril, en présence du Président de la République Mexicaine. Le thème du congrès est Le Pétrole pour le bien-être de l’humanité. La séance d’ouverture se tient dans le musée d’anthropologie.
À Technip, à la suite du départ à la retraite de Jacques Andrault, le 21 décembre 1971, Jacques Célerier est nommé Président Directeur Général.
Compte tenu des services rendus à l’IFP par René Navarre, ses fonctions de directeur général sont exceptionnellement prolongées jusqu’à 67 ans. Il est donc amené à cesser ses fonctions le 28 janvier 1973. 
René Navarre nomme deux directeurs Généraux adjoints de l’IFP, Jean-Claude Balacéanu et Pierre Jacquard. 

### Retraite
Après son départ de l’IFP, René Navarre continue à travailler dans le domaine des pays en voie de développement. C’est ainsi qu’il participe aux travaux de Club de Dakar et qu’il rédige un mémoire ayant pour titre : Recherche et Formation: Préludes au règne de la destination humaine et à la naissance d’un nouvel ordre mondial.
L’année 1974 est celle du 30e anniversaire de l’IFP et du 50e anniversaire de l’ENSPM. Pour marquer ces dates, une réception pour le personnel a lieu le jeudi 19 septembre tandis que le lendemain, le Ministre de l’Industrie et de la Recherche préside une cérémonie au cours de laquelle il remet à René Navarre les insignes de Commandeur de la Légion d'Honneur en prononçant notamment ces mots : « Vous avez su insuffler à l’IFP une grande partie de son dynamisme et vous portez la responsabilité de son rayonnement à travers le monde ».
Après une cérémonie religieuse qui réunit ses amis et anciens collaborateurs à l’église Saint Pierre-Saint Paul de Rueil le jeudi 28 octobre 1982, René Navarre rejoint son pays natal, Condom, où il est enterré le vendredi 29 octobre 1982.